# Limnonectes dabanus
Espèce
Synonymes
- Rana macrognathus dabana Smith, 1922
- Rana toumanoffi Bourret, 1941
- Limnonectes toumanoffi (Bourret, 1941)

Statut de conservation UICN

 LC  : Préoccupation mineure
Limnonectes dabanus est une espèce d'amphibiens de la famille des Dicroglossidae.

## Répartition
Cette espèce se rencontre dans l'est du Cambodge et dans le sud du Viêt Nam jusqu'à 900 m d'altitude sur le plateau Lang-bai et dans la province de Lâm Đồng.

## Description
Les spécimens types de Limnonectes dabanus mesure 54 mm pour le mâle et 39 mm pour la femelle.

## Taxinomie
Limnonectes toumanoffi a été placé en synonymie avec Limnonectes dabanus par Stuart, Sok et Neang en 2006.

## Étymologie
Son nom d'espèce lui a été donné en référence au lieu de sa découverte, Da Ban.

## Publication originale
- Smith, 1922 : The frogs allied to Rana doriae. Journal of the Natural History Society of Siam, vol. 4, p. 215-229 (texte intégral).